# Поклик предків
Поклик пращурів (англ. The Call of the Wild) — короткий пригодницький роман Джека Лондона, опублікований в 1903 році. Дія розгортається у Юконі, Канада, протягом Золотої лихоманки Клондайку 1890-х років, коли сильні їздові собаки користувалися великим попитом. Головним героєм роману є собака на ім'я Бек. Історія починається на ранчо в долині Санта-Клара, Каліфорнія, коли Бак був вкрадений з його будинку і проданий на службу як їздовий собака на Алясці. Він поступово дичавіє в суворих умовах, де змушений боротися, щоб вижити і домінувати над іншими собаками. Зрештою, він позбудеться ознак цивілізації і спиратиметься на основні інстинкти і отриманий досвід, щоб стати лідером у дикій природі.
Лондон провів майже рік на Юконі, збираючи матеріал для книги. Історія була опублікована частинами в  Saturday Evening Post  влітку 1903 року, і через місяць видана у вигляді книги. Велика популярність книги принесла славу Джеку Лондону. Привабливість роману пояснюється його простотою розповіді про виживання. Вже у 1923 році твір був адаптований для перегляду, і з того часу було створено ряд кіноадаптацій.

## Опис сюжету
Історія починається з опису великої і сильної шотландської вівчарки - сенбернара Бака, що щасливо живе в долині Санта-Клара і в Каліфорнії як домашня тварина судді Міллера. Він був вкрадений помічником садівника і проданий заради грошей для азартних ігор, а потім відправлений в Сіетл. Посаджений в клітку, він голодує і зазнає жорстокого поводження. Після звільнення, він нападає на «людину в червоному светрі», але його одразу сильно побили і навчили поважати «закон палиці». Бака потім продають франко-канадським диспетчерам від канадського уряду, Франсуа і Перро, які беруть його з собою в Клондайк. Там, вони навчають його працювати їздовим собакою. Від своїх товаришів по зграї він швидко вчиться виживати в умовах холодних зимових ночей та в зграї. Суперництво розвивається між Баком і злим собакою-лідером Шпіцем. Бак зрештою перемагає Шпіца в бою «до смерті». Шпіц убитий зграєю після поразки від Бака, і Бак зрештою, стає лідером зграї.
Зграя потім продана «напівшотландцю», що працює у поштовій службі. Собаки змушені носити важкі вантажі в гірських районах, і їхні подорожі були довгими і виснажливими. Один із зграї, похмурий хаскі на ім'я Дейв, захворів і був, врешті-решт, застрелений, щоб покласти край його стражданням.
Наступними власниками Бака є трійко кочівників (Хал, Чарльз, і жінка на ім'я Мерседес зі Сполучених Штатів), які не мають досвіду у виживанні в північній пустелі. Вони щосили намагаються контролювати сани й ігнорувати попередження про небезпеку весняної повені. Вони перегодовують собак, а потім морять їх голодом, коли їжа закінчується. На своєму шляху вони зустрічають Джона Торнтона, досвідченого туриста, який зауважує, що до собак погано ставляться, і вони знаходяться в ослабленому стані. Він відмовляє трійку від переправи через річку, але вони ігнорують його поради і наказують Бакові рухатися далі. Змучений, голодний, і відчуваючи небезпеку попереду, Бак відмовляється і продовжує лежати нерухомо в снігу. Після того, як Бак побитий Халом, Торнтон визнає його чудовим собакою. Незадоволений поводженням з Баком, Торнтон вдаряє Хала держаком сокири, звільняє Бака і каже трійці, що він залишає собаку собі. Після невеличкої суперечки, трійка йде і намагається перетнути річку, але, як попередив Торнтон, лід ламається, а троє падають в річку і тонуть разом з саньми і собаками.
Бак стає відданим Торнтону після того як той вилікував його. Він рятує Торнтона, коли той падає в річку. Після того, як Торнтон бере його в подорожі, щоб намити золото, «Золотий король» (хтось, хто став багатим в певній галузі) робить ставку на силу і відданість собаки. Бак виграє, звільнивши півтонни (1000 фунтів (450 кг)) саней від мерзлої землі, і потягнувши їх на 100 ярдів (91 м) і вигравши $ 1600 золотого пилу. Король Skookum Benches пропонує велику суму, щоб купити Бака, але Торнтон полюбив собаку і відмовляє.  У той час як Торнтон і його друзі продовжують свої пошуки золота, Бак досліджує дику природу і потоваришував з лісовим вовком з місцевої зграї. Одного разу вночі, він повертається з довгого полювання, і бачить, що його улюбленого господаря і решту людей в таборі було вбито групою тубільців з місцевого племені. Бак зрештою вбиває місцевих жителів, щоб помститися за Торнтона, а потім на нього нападає ціла зграя вовків. Бак виграє бій, а потім дізнається, що той вовк, з яким він спілкувався, сам є з тої ж зграї, з якою він бився. Бак потім слідує за вовком і його зграєю в ліс, і відповідає на поклик дикої природи. Наприкінці розповіді, Бак повертається щороку як собака-привид, легенда північних земель, щоб потужити на місці смерті Торнтона.

## Історія написання
Уродженець Каліфорнії Джек Лондон подорожував Сполученими Штатами, як безхатченко, повернувся до Каліфорнії, щоб закінчити середню школу (він був виключений у віці 14 років), і провів рік в коледжі в Берклі, а потім в 1897 році відправився в Клондайк через Аляску в розпал золотої лихоманки. Пізніше він говорив про цей досвід: «Я знайшов себе саме в Клондайку» .
Він покинув Каліфорнію в липні, і відправився на човні в Дайі, на Алясці, де він висадився і пішов в глиб країни. Для того, щоб дістатися до золотих родовищ, він і його група переправляються через Перехід Чілкут, часто переносячи ноші вагою до 100 фунтів (45 кг) на спині. Вони успішно утвердили свої права на вісім золотих копалень вздовж річки Стюарт
Лондон залишався в Клондайку протягом майже року, тимчасово знаходячись в прикордонному місті Доусон-Сіті, перш ніж перейти в сусідній зимовий табір, де він провів зиму в тимчасовому прихистку, читаючи книги, що приніс з собою: Чарльза Дарвіна "Походження видів" і Джона Мільтона "Втрачений рай". Взимку 1898, Доусон-Сіті (сьогодні переважно покинуте) було містом, яке містило близько 30000 шахтарів, салон, оперний театр, і вулицю публічних будинків.
Навесні, під час щорічного напливу золотошукачів, Лондон залишає місто. Він підхопив цингу, що часто зустрічається під час арктичних зим, коли свіжі продукти були недоступними. Коли його ясна почали опухати, він вирішив повернутися до Каліфорнії. Разом зі своїми супутниками він проплив 2000 миль (3200 км) вниз по річці Юкон, через ділянку дикої території в регіоні, поки вони не досягли Сент Майкла. Там він найнявся працювати на човні, щоб заробити на зворотний квиток до Сан-Франциско.
На Алясці Лондон і знайшов матеріал, який надихнув його написати "Поклик предків". Пляж Дайї був основним пунктом прибуття для шахтарів, коли Лондон подорожував через нього, а оскільки цей перехід був небезпечним, незабаром новою точкою прибуття для старателів став Скагвей. Щоб дістатися до Клондайку, шахтарі повинні були орієнтуватися по "Білий шлях" (White Pass), відомий як "Шлях мертвих коней" («Dead Horse Pass»), обабіч якого лежали скелети коней, які не змогли пережити суворий і крутий підйом. Коні були замінені собаками як в'ючними тваринами для транспортування через перевал; . Особливо сильні собаки з густою шерстю були «дуже бажані, в малій кількості і за високу ціну»
Лондон побачив багато собак, особливо хаскі, в Доусон-Сіті і в зимових таборах, розташованих близько до основного маршруту саней. Він дружив з Маршаллом Бондом і його братом Луї Уітфордом Бондом, власниками змішаної сенбернар-шотландський коллі, про яку Лондон пізніше писав: «Так, прототипом Бака був ваш собака з Доусона».

## Історія публікацій
Після повернення до Каліфорнії, Лондон не міг знайти роботу і покладався на випадкові заробітки, такі як косіння трави. Він подав запит в Сан-Франциско, пропонуючи розповідь про свої пригоди на Алясці, але ідея була відкинута, тому що, як редактор сказав йому: «Інтерес до Аляски дивовижно знизився». Кілька років по тому, Лондон написав коротке оповідання про собаку на ім'я Батард, який, в кінці розповіді, вбиває свого господаря. Лондон продав твір в Cosmopolitan Magazine, який опублікував його в червневому номері 1902 під назвою «Собака-диявол». Біограф Лондона, Ерл Лейбор, каже, що Лондон потім почав роботу над "Покликом пращурів", щоб «очистити репутацію тварин» від тієї негативної характеристики собаки в «Батарді». Сподіваючись написати коротке оповідання, Лондон пояснює: «Я мав на увазі історію, яка була б співставною з моєю іншою історією про собаку "Батард"… але вона втікала від мене, і замість 4000 слів вона перевалила за 32000, перш ніж я зміг зупинитись.»
Написана як розповідь про золоту лихоманку на прикордонні, повість "Поклик пращурів" призначалася для ринку журналу Pulp. Вперше вона була опублікована в чотирьох частинах в Saturday Evening Post, який купив її за $ 750 в 1903. У тому ж році, Лондон продав всі права на історію за $ 2000 до Macmillan, який опублікував його в книжковому форматі.
Книга ніколи не переставала друкуватися з того часу.

## Жанр
Поклик предків належить до жанру тваринної фантастики, в якому тварина антропоморфна. У цій історії, Лондон приписує людські думки і ідеї Бака, так що, коли розповідь була опублікована, він був звинувачений в спотворенні природи за приписування «протиприродних» почуттів собаці.  Разом зі своїми сучасниками Френком Норрісом і Теодором Драйзером, Лондон перебував під впливом натуралізму європейських письменників, таких як Еміль Золя, в творах яких були висвітлені такі теми, як спадковість і навколишнє середовище.. Використання Лондоном жанру дав твору новий динамізм, на думку вченого Річарда Леана.
Історія також є прикладом американського Пасторалізму-переважаючої теми в американській літературі, в якому міфічний герой повертається до природи. Як і з іншими персонажами американської літератури, таких, як Ріп Ван Вінкль і Гекльберрі Фінн, Бак символізує реакцію проти індустріалізації і соціальної конвенції з поверненням до природи. Лондон представляє мотив просто, ясно і потужно в цій історії, мотив пізніше використаний американськими письменники Вільямо м Фолкнером і Ернестом Хемінгуеєм
Стійка привабливість цієї історії, на думку американського вченого Дональда Пайзера, є те, що вона являє собою поєднання алегорії, притчі, і байки. Історія включає в себе елементи вікових байок тварин, таких як байки Езопа, в яких тварини говорять правду, і традиційний тваринний епос, в якому звір «підставляє дотепність для розуміння».  Лондон перебував під впливом Редьярда Кіплінга Книга джунглів, написана кілька років тому, з його комбінацією притчової і тваринної байки, та іншими історіями тварин, популярних на початку 20-го століття. У Поклику предків, Лондон посилює і додає шари значення, які відсутні в цих історіях.
Як письменник Лондон, як правило, скупився на формі, за словами біографа Лейбора, і ні Поклик предків, ні Біле Ікло «не є звичайними романами».  Історія слідує архетипному міфу «героя»; Бак, герой, приймає подорож, трансформується, і досягає апофеозу. Формат розповіді ділиться на чотири частини, за Лейбором. У першій частині, Бак зазнає насилля і бореться за виживання; у другій частині, він доводить себе лідером зграї; третя частина наближає його до його смерті (символічно і майже буквально); а в четвертій і заключній частині, він зазнає другого народження.

## Теми
Історія Лондона це розповідь про виживання і повернення до примітиву. Пайзер пише, що :. «Сильний, проникливий, і хитрий має переважну силу, коли … життя дике»
Пайзер також знаходить очевидним в історії християнську тему любові і спокутування, як показано відмовою Бака звертатися до насильства, аж до смерті Торнтона, який завоював любов і вірність Бака.  Лондон, який зайшов так далеко, щоб боротися за опіку над одним з його власних собак, зрозумів, що лояльність між собаками (особливо робочих собак) і їх господарями будується на довірі і любові.
Пишучи «Вступ» до видання «Поклику пращурів» для Сучасної бібліотеки, Доктороу каже, що тема заснована на концепції Дарвіна — виживання найсильнішого. Лондон ставить Бака в конфлікт з людьми, в конфлікт з іншими собаками, і в конфлікт з його оточенням-всім з ким він повинен боротися, вижити і перемогти. Бак, одомашнений собака, повинен відродити свої атавістичні спадкові ознаки, щоб вижити; він повинен навчитися бути диким, щоб стати диким, за словами Тіни Джанкіто. Він дізнається, що в світі, де «палиця та ікла» є законом, де править закон зграї і доброзичливий собака, такий як Кучерявий може бути розірваний членами зграї, що виживання будь-якими засобами має першорядне значення.
Лондон також досліджує питання «природи проти виховання», за Пайзером. Бак, вирощений як домашня тварина, за спадковістю є вовком. Зміна навколишнього середовища звільняє його вроджені особливості та сильні сторони до моменту, коли він бореться за виживання і стає лідером зграї. Крім того, Пайзер стверджує, що історія звертається до людської природи з темою переваги сильних, особливо коли стикаються з важкими обставинами, а також повернення до дикої природи.
Переваги цивілізації є тонкими і нестійкими, пише Доктороу, і в творі Лондон виставляє звірство в основі людяності і легкості, з якою люди повертаються до стану примітивізму. Його інтерес до марксизму проявляється в підтемі, що людство мотивовано матеріалізмом; і його інтерес до ніцшеанської філософії показана характеристикою Бака. Джанкіто пише, що в характеристиці Бака, Лондон створив тип Ніцшеанської надлюдини. — У цьому випадку собака, яка досягає міфічних пропорцій.
Доктороу бачить історію як карикатуру на роман-виховання — в якому персонаж вчиться і зростає. — У тому, що Бак стає все менш цивілізованим. Джанкіто пояснює, що Бак Розвивається до такої міри, що він готовий приєднатися до вовчої зграї, яка має соціальну структуру, однозначно адаптовану до успішного виживання в суворих арктичних умовах, на відміну від людей, які є слабкими в суворих умовах. 

## Стиль
Перший розділ починається з першого чотиривірша поеми Джона Маєрса О'Хари, Атавізм,, опублікованій в 1902 році в Bookman. Строфа описує один з головних мотивів Поклику пращурів: що Бак, забраний з «сонцем залитої» долини Санта Клара де він був вирощений, повернеться до своєї вовчої спадщини з її вродженими інстинктами і характеристиками.
Теми передаються за рахунок використання Лондоном символіки і образів, які, за Лейбором, змінюються в різних фазах історії. Образність і символіка на першому етапі, про подорож і самопізнання, зображують фізичне насильство, з сильними образами болю і крові. У другій фазі втома стає домінуючим образом і смерть є домінуючим символом, так як Бак був близьким до того, щоб бути вбитим. Третім етапом є період оновлення і відродження, що відбувається навесні, до закінчення четвертої фази, коли Бак повністю повертається до природи і знаходиться у великій і «дивній атмосфері», місці чистої порожнечі.
Навколишнє середовище є алегоричним. Південні землі представляють собою м'який, матеріалістичний світ; північ символізує світ за межами цивілізації і є по своїй суті конкурентним. Різкість, грубість, і порожнеча на Алясці звужують життя своєю суттю, так як Лондон відчув сам, і як показує в історії Бак. Бак повинен перемогти Шпіца, собаку, який символічно намагається вирватися вперед і взяти все під свій контроль. Коли Бак продається Чарльзу, Халу, і Мерседес, він опиняється в брудному таборі. Вони ставляться до своїх собак погано; вони є непроханими в незайманих землях. З іншого боку, наступні господарі Бака, Джон Торнтон і два його супутника, описуються як «ті, що живуть на землі». Вони тримають чистий табір, ставляться до своїх тварин добре, і являють собою благородство людини в природі. [23] На відміну від Бака, Торнтон програє свою боротьбу з вовками, і аж до смерті Торнтона Бак не повертається до дикої природи і свого первісного стану.
Персонажі теж є символами. Чарльз, Хал і Мерседес символізують марнославство і невігластво, в той час як Торнтон і його супутники представляють вірність, чистоту і любов. Велика частина образів суворі і прості з акцентом на образи холоду, снігу, льоду, темряви, м'яса і крові.
Лондон варіював свій прозовий стиль, щоб відобразити дію. Він писав у дуже враженому стилі в описах табору Чарльза, Хала і Мерседес "як відображення їх вторгнення в дику природу. З іншого боку, при описі Бака і його вчинки, Лондон писав у стилі, який був простим — стиль, вплинув і був основою стилю Хемінгуея.
Історія була написана як пригода на прикордонні і таким чином, вона вписувалася у формат серії оповідок. Як зазначає Доктороу, таке добре епізодичне написання втілює в собі стиль пригодницьких журналів популярних у той період. «Цей факт задовольняє нас результатом, історія, що добре і правдиво написана» сказав він.

## Критика
Поклик пращурів був надзвичайно популярним з моменту його опублікування. Х. Менкен так написав про твір Лондона: "Жоден інший популярний письменник його часу не написав кращого твору, ніж «Поклик пращурів». Критик з The New York Times писав про нього в 1903 році: "Якщо ніщо інше не робить книгу містера Лондона популярною, вона буде такою лише через таке глибоке задоволення, від боротьби собак мабуть, притаманне кожній людині " рецензент для The Atlantic Monthly писав, що це була книга.: «незачеплена книжковістю … походження і досягнення такого героя [Бака] складають, не просто красиву історію, а дуже потужний.»
Книга забезпечила Лондону місце в каноні американської літератури. Перший тираж 10 000 копій був проданий миттєво; вона і досі є одним з найвідоміших творів, написаних американським автором, і його продовжують читати і вивчати в школах. Книга була перекладена 47 мовами. Перший успіх Лондона, книга забезпечила Лондону його перспективи як письменника і зумовила його читачів, що залишилися з ним протягом всієї його кар'єри.
Після успіху Поклику пращурів Лондон написав до Macmillan в 1904 році пропонуючи другу книгу (Біле ікло), в якій він хотів би описати протилежність Бака: собаку, який переходить від диких до одомашнених: "Я збираюся обернути процес … Замість занепаду і відходу від цивілізації … Я збираюся показати еволюцію, цивілізацію собаки".
Першою адаптацією історії Лондона був мовчазний фільм, знятий в 1923 році. Версія 1935 року за участю Кларка Гейбла і Лоретти Янг розширила роль Джона Торнтона і була першою озвученою версією твору. Фільм 1972 року з Чарлтон Хестоном, в ролі Джона Торнтона, був знятий в Фінляндії.
 